# MAN TGL
De MAN TGL is een vrachtwagentype van het merk MAN.
TGL is het lichtste type van MAN en richt zich vooral op het distributieverkeer en kleine werkzaamheden voor de bouw. Het model is leverbaar in vier type cabines van MAN. Het type heeft een laadvermogen van 7.5 tot 12 ton.
MAN behaalde met de TGL de prestigieuze titel Truck van het jaar.

## Foto's

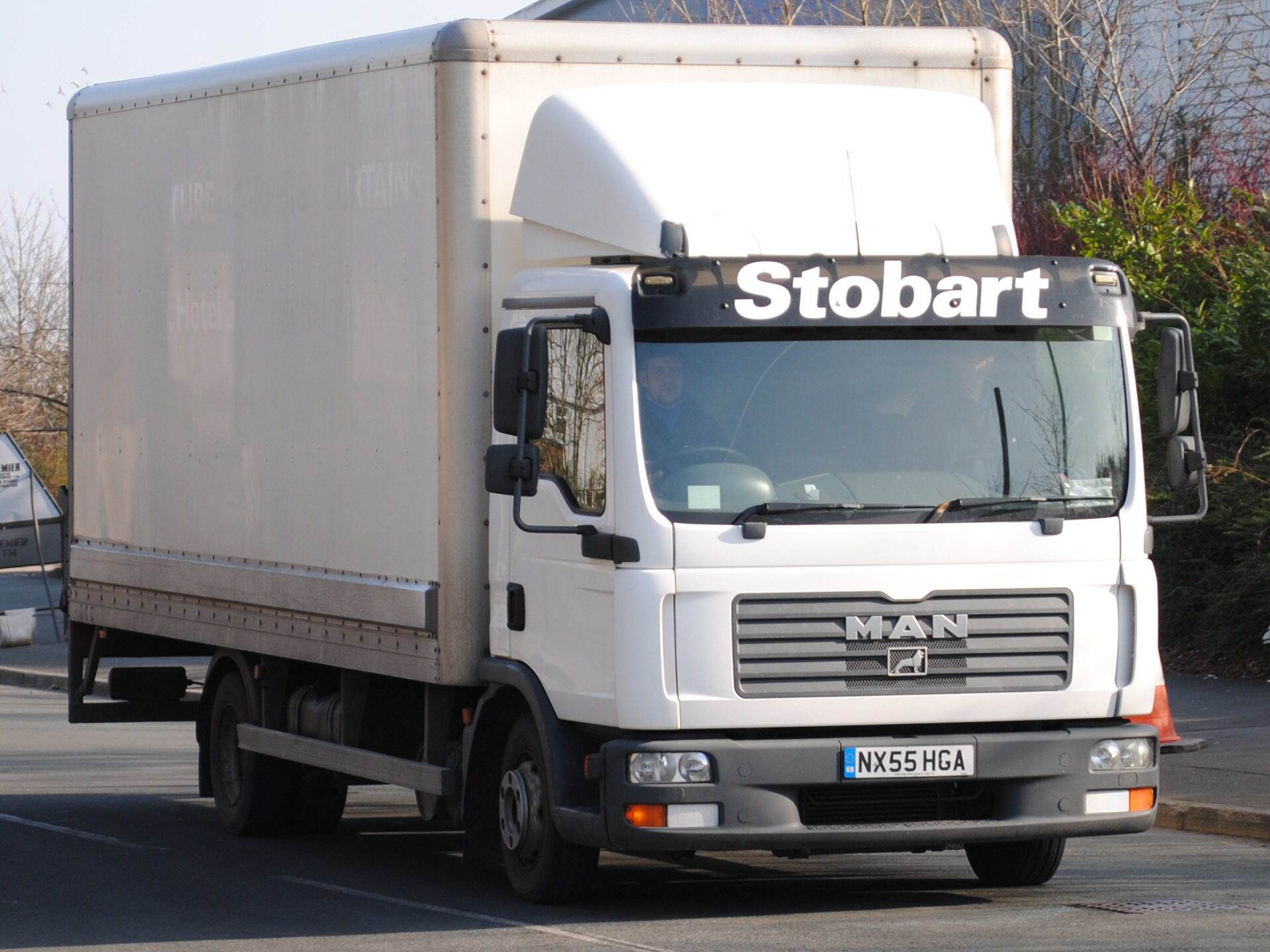
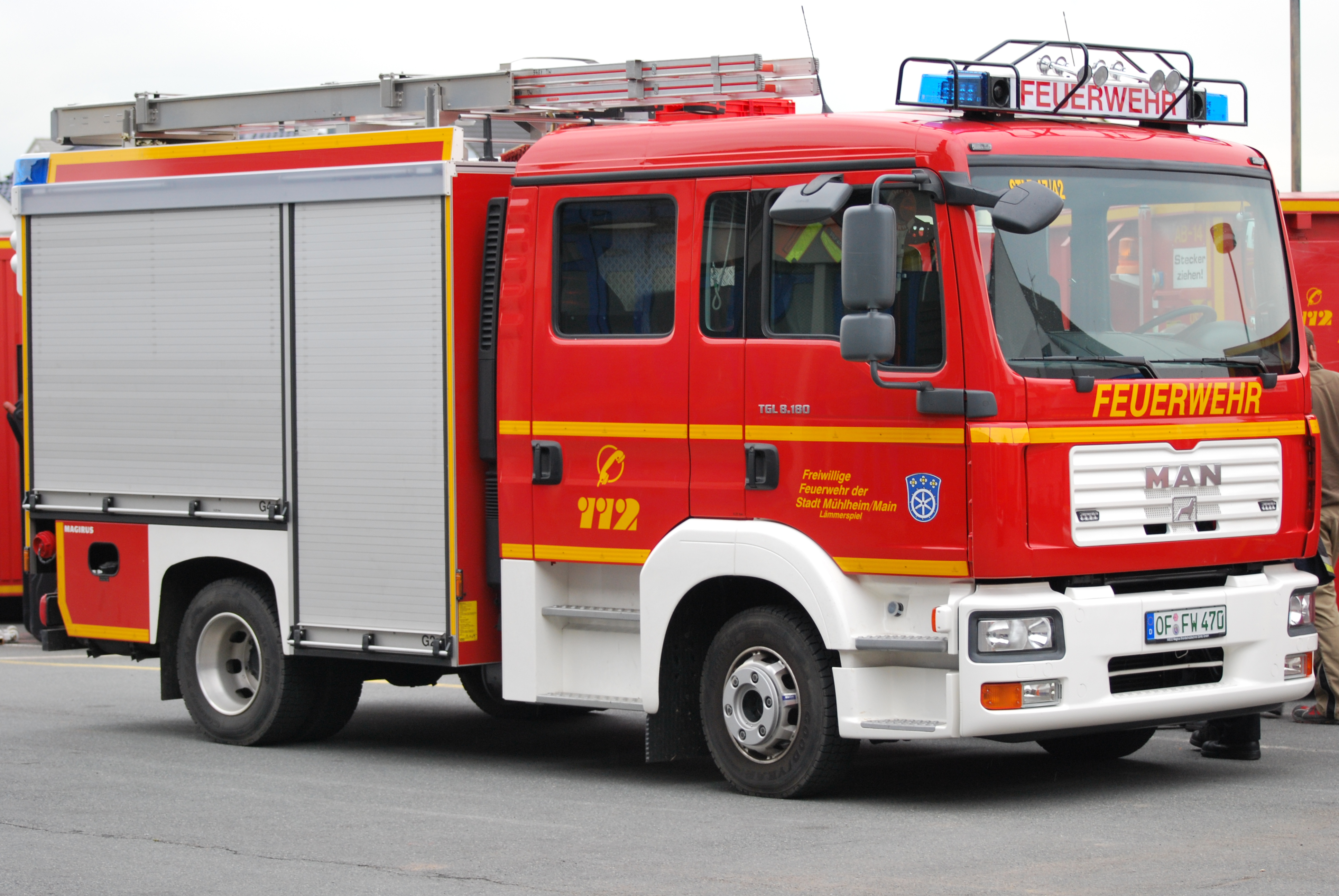
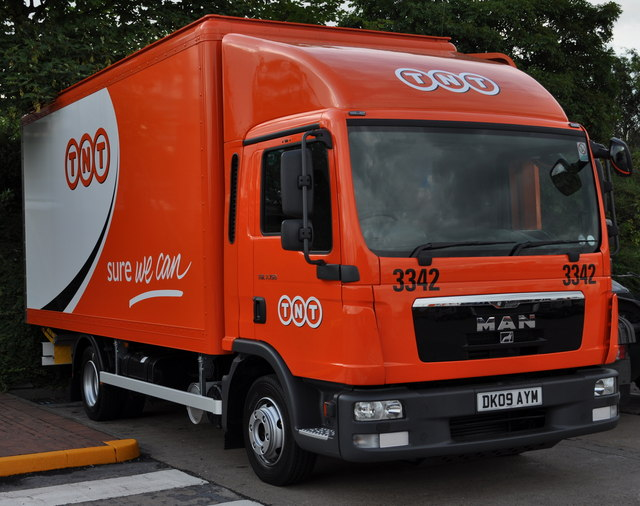